# 41. Drużynowe Mistrzostwa Świata w Brydżu Sportowym
41. Drużynowe Mistrzostwa Świata w Brydżu Sportowym – drużynowe mistrzostwa świata w brydżu sportowym, które odbyły się w dniach 16–29 września 2013 w Nusa Dua (Indonezja).
Były to jednocześnie:
- 41. Drużynowe Mistrzostwa Świata w Brydżu Sportowym w Kategorii Open: Bermuda Bowl;
- 19. Drużynowe Mistrzostwa Świata w Brydżu Sportowym w Kategorii Kobiet: Venice Cup;
- 7. Drużynowe Mistrzostwa Świata w Brydżu Sportowym w Kategorii Seniorów: D’Orsi Seniors Trophy;
- 9. Międzynarodowe Mistrzostwa Świata Teamów Open Transnational.

W zawodach zwyciężyli:
- W Bermuda Bowl:

 Włochy: Norberto Bocchi, Giorgio Duboin, Lorenzo Lauria, Agustin Madala, Antonio Sementa, Alfredo Versace;
- W Venice Cup:

 Stany Zjednoczone USA-2: Hjordis Eythorsdottir, Jill Levin, Jill Meyers, Janice Seamon-Molson, Jenny Wolpert, Migry Zur-Campanile;
- W d’Orsi Seniors Trophy[a]:

 Niemcy: Michael Elinescu, Ulrich Kratz, Reiner Marsal, Bernhard Strater, Ulrich Wenning, Entscho Wladow
 Stany Zjednoczone USA-2 Roger Bates, Garey Hayden, Marc Jacobus, Carolyn Lynch, Mike Passell, Eddie Wold
- W zawodach transnarodowych:

 Stany Zjednoczone Gordon: David Berkowitz, Mark Gordon, Jacek Pszczoła, Pratap Rajadhyaksha, Michael Seamon, Alan Sontag.

## Poprzednie DME w brydżu sportowym
Poprzednie drużynowe mistrzostwa świata odbyły się 15–29 października 2011 w Veldhoven, Holandia:
| 40. Drużynowe Mistrzostwa Świata, Veldhoven 2011 | 40. Drużynowe Mistrzostwa Świata, Veldhoven 2011                                                                      | 40. Drużynowe Mistrzostwa Świata, Veldhoven 2011                                                                                   | 40. Drużynowe Mistrzostwa Świata, Veldhoven 2011                                                                            | 40. Drużynowe Mistrzostwa Świata, Veldhoven 2011                                                                                  |
| Miejsce                                          | Open | Kobiety | Seniorzy | Transnarodowe |
| ------------------------------------------------ | --- | --- | --- | --- |
| 1                                                | Holandia Netherlands · Sjoert Brink, Bas Drijver, Bauke Muller, · Ricco van Prooijen, Louk Verhees Jr., Simon de Wijs | Francja France · Véronique Bessis, Bénédicte Cronier, Catherine d'Ovidio, · Danièle Gaviard, Joanna Zochowska, Sylvie Willard      | Francja France · Patrick Grenthe, Guy Lasserre, Francois Leenhardt, · Patrice Piganeau, Philippe Poizat, Philippe Vanhoutte | Izrael Israel Juniors · Allon Birman, Lotan Fiszer, Gal Gerstner, · Moshe Meyuchas, Deror Padon                                   |
| 2                                                | Stany Zjednoczone USA 2 · Kevin Bathurst, Joe Grue, John Hurd, · Justin Lall, Joel Wooldridge, Daniel Zagorin         | Indonezja Indonesia · Lusje Olha Bojoh, Fera Damayanti, Suci Amita Dewi, · Kristina Wahyu Murniati, – Riantini, Julita Grace Tueje | Stany Zjednoczone USA 2 · Peter Boyd, Neil Chambers, Gaylor Kasle, · Larry Kozlove, Steve Robinson, John Schermer           | Australia OZ Open · Nabil Edgtto, John Paul Gosney, Hugh Grosvenor, · Sartaj Hans, Tony Nunn, George Bilski                       |
| 3                                                | Włochy Italy · Norberto Bocchi, Giorgio Duboin, Lorenzo Lauria, · Agustin Madala, Antonio Sementa, Alfredo Versace    | Holandia Netherlands · Carla Arnolds, Laura Dekkers, Marion Michielsen, · Jet Pasman, Anneke Simons, Bep Vriend                    | Polska Poland · Julian Klukowski, Apolinary Kowalski, Krzysztof Lasocki, · Wiktor Markowicz, Jacek Romański, Jerzy Russyan  | Rosja Parimaych · Andriej Gromow, Jurij Chiuppenen, Jurij Chochłow, · Wadim Chołomiejew, Michaił Krasnosielski, Gieorgij Matuszko |

Polskie drużyny w Veldhoven zdobyły miejsca:
- 14 w kategorii open;
- 11 w kategorii kobiet;
- 3 w kategorii seniorów.

## Formuła zawodów
Przepisy i reguły obowiązujące na 41. DMŚ zostały określone w osobnym dokumencie.

### Sposób rozgrywania
1. W DMŚ wystąpiły drużyny reprezentujące federacje brydżowe. Oprócz gospodarza (Indonezji), do uczestnictwa zakwalifikowało się: 6 drużyn ze strefy 1 (Europa), 3 drużyny ze strefy 2 (Ameryka Północna), 2 drużyny ze strefy 3 (Ameryka Południowa), 2 drużyny ze strefy 4 (Azja i Środkowy Wschód), 1 drużyna ze strefy 5 (Ameryka Centralna), 3 drużyny ze strefy 6 (Azja Pacyficzna), 2 drużyny ze strefy 7 (Południowy Pacyfik), 2 drużyny ze strefy 8 (Afryka).
2. W każdej kategorii najpierw były rozgrywane mecze (16 rozdań) metodą każdy z każdym, przez 7 dni, po 3 mecze w ciągu dnia. Następnie były rozgrywane mecze ćwierćfinałowe (2 dni, 96 rozdań), półfinałowe (2 dni, 96 rozdań), mecz o 3. miejsce (2 dni, 64 rozdania) i finały (2 dni, 96 rozdań).
3. Wynik w IMP były przeliczany na VP, po raz pierwszy w historii DMŚ w skali 0–20.
4. Zawody drużyn transnarodowych odbyły się po rundzie „każdy z każdym” DMŚ. Przystąpić do tych zawodów mogli zarówno zawodnicy (dowolnej kategorii) uczestniczący w DMŚ (bez opłaty), jak i inni zawodnicy (wnosząc opłatę).
5. Zawody transnarodowe w początkowej fazie rozgrywane były jako turniej na dochodzenie (tzw. „barometr szwajcarski”). Były to mecze 10-rozdaniowe. W ciągu dnia było rozgrywanych 5 meczów. W sumie było 150 rozdań w fazie eliminacyjnej. Następnie 8 najlepszych drużyn rozgrywało mecze systemem pucharowym (ćwierćfinały, półfinały i finał: 3 mecze po 16 rozdań na każdym etapie).
6. Uczestnicy DMŚ, którzy odpadli po ćwierćfinałach mogli wziąć udział w zawodach transnarodowych. Zostały im przed rundą 11 przyznane 120 VP. W rundzie 11 (i tylko w 11) te dodatkowe zespoły nie mogły się spotkać ze sobą.

### Kart konwencyjne
Uczestnicy 41. DMŚ mieli obowiązek przesłania do WBF kart konwencyjnych zawierających opis stosowanych systemów. Karty te są dostępne w internecie.

### Stroje
1. Zarówno gracze, jak i niegrający kapitanowie i trenerzy, musieli mieć jednakowe stroje na ceremonię otwarcia i zamknięcia.
2. Zawodnicy w czasie gry musieli mieć jednakowe stroje zawierające logo kraju.

### Przywileje zwycięzców
1. Zdobywcy miejsc od 1 do 3 otrzymali medale: złote, srebrne i brązowe ME.
2. Zajęte miejsca drużyn dały zawodnikom w nich startującym punkty dla rankingów i tytułów WBF.
3. Zajęte miejsca drużyn polskich dają występującym w nich zawodnikom punkty dla polskich tytułów klasyfikacyjnych[8].

### Transmisje z zawodów
Na stronie internetowej zawodów były prezentowane wyniki meczów, zarówno w czasie trwania, jak i po ich zakończeniu.
W serwisie BBO były przeprowadzane transmisje z 5 meczów każdej sesji (10 stołów). Z części meczów przeprowadzane były transmisje głosowe. Wykaz transmitowanych meczów każdego dnia znajdował się biuletynie zawodów.
Mecze (i transmisje) rozpoczynały się (od 17 września 2013) w godzinach 05:00, 08:30 i 11:20 czasu polskiego. Czas lokalny: 11:00, 14:30, 17:20.

## Uczestnicy mistrzostw

### Zespoły uczestniczące w 41. DMŚ
Do udziału w DMŚ zostały zakwalifikowane zespoły z Indonezji oraz po 21 zespołów w każdej kategorii:
| 1. | Europa                 | Anglia, Holandia, Monako, Niemcy, Polska i Włochy | Anglia, Francja, Holandia, Polska, Szwecja i Turcja | Belgia, Dania, Francja, Holandia, Niemcy Polska i Szkocja |
| 2. | Ameryka Północna       | Kanada, USA 1 i USA 2                             | Kanada, USA 1 i USA 2                               | Kanada, USA 1 i USA 2                                     |
| 3. | Ameryka Południowa     | Argentyna i Brazylia                              | Argentyna i Brazylia                                | Brazylia                                                  |
| 4. | Azja i Środkowy Wschód | Bahrajn i Indie                                   | Indie i Pakistan                                    | Bangladesz i Indie                                        |
| 5. | Ameryka Centralna      | Gwadelupa                                         | Gwadelupa                                           | Gwadelupa                                                 |
| 6. | Azja Pacyficzna        | Chiny, Japonia i Chińskie Tajpej                  | Chiny, Filipiny i Japonia                           | Chiny, Filipiny i Japonia                                 |
| 7. | Południowy Pacyfik     | Australia i Nowa Zelandia                         | Australia i Nowa Zelandia                           | Australia i Nowa Zelandia                                 |
| 8. | Afryka                 | Egipt i Republika Południowej Afryki              | Egipt i Republika Południowej Afryki                | Egipt i Republika Południowej Afryki                      |

### Zespoły z Europy
Dla zespołów europejskich kwalifikacjami do 41. DMŚ były 51. Drużynowe Mistrzostwa Europy w Brydżu Sportowym, które odbyły się w czerwcu 2012 roku w Dublinie (Irlandia).
Poniższa tabela pokazuje po 6 pierwszych drużyn w każdej kategorii w 51. DME, które to miejsca gwarantowały udział w Mistrzostwach Świata w roku 2013.
| 51. DME. Klasyfikacja końcowa czołowych drużyn. | 51. DME. Klasyfikacja końcowa czołowych drużyn. | 51. DME. Klasyfikacja końcowa czołowych drużyn. | 51. DME. Klasyfikacja końcowa czołowych drużyn. | 51. DME. Klasyfikacja końcowa czołowych drużyn. | 51. DME. Klasyfikacja końcowa czołowych drużyn. | 51. DME. Klasyfikacja końcowa czołowych drużyn. |
| ----------------------------------------------- | ----------------------------------------------- | ----------------------------------------------- | ----------------------------------------------- | ----------------------------------------------- | ----------------------------------------------- | ----------------------------------------------- |
| M                                               | Otwarta                                         | Otwarta                                         | Kobiety                                         | Kobiety                                         | Seniorzy                                        | Seniorzy                                        |
| 1                                               | Monako                                          | Monako                                          | Anglia                                          | Anglia                                          | Francja                                         | Francja                                         |
| 2                                               | Holandia                                        | Holandia                                        | Francja                                         | Francja                                         | Polska                                          | Polska                                          |
| 3                                               | Włochy                                          | Włochy                                          | Turcja                                          | Turcja                                          | Szkocja                                         | Szkocja                                         |
| 4                                               | Anglia                                          | Anglia                                          | Holandia                                        | Holandia                                        | Dania                                           | Dania                                           |
| 5                                               | Polska                                          | Polska                                          | Polska                                          | Polska                                          | Niemcy                                          | Niemcy                                          |
| 6                                               | Niemcy                                          | Niemcy                                          | Izrael                                          | Izrael                                          | Belgia                                          | Belgia                                          |

Polska, jako jedyny kraj z Europy, wprowadziła w ten sposób do mistrzostw świata 2013 drużyny we wszystkich 3 kategoriach. W mistrzostwach seniorów, po rezygnacji zespołu z Ameryki Południowej, ze strefy europejskiej jako 7 drużyna z Europy startował zespół z Holandii, która dzięki temu także występowała w każdej kategorii.

### Składy polskich zespołów na 41. DMŚ
Polskie drużyny na 41. DMŚ wystąpiły w następujących składach:
- Open: Cezary Balicki – Adam Żmudziński, Krzysztof Buras – Grzegorz Narkiewicz, Krzysztof Jassem – Marcin Mazurkiewicz. Niegrającym kapitanem był Piotr Walczak, a trenerem Marek Wójcicki;
- Kobiety: Cathy Bałdysz – Anna Sarniak, Katarzyna Dufrat – Joanna Taczewska, Danuta Kazmucha – Justyna Żmuda. Niegrającym kapitanem był Mirosław Cichocki, a trenerem Rudolf Borusiewicz;
- Seniorzy: Julian Klukowski – Wiktor Markowicz, Apolinary Kowalski – Jacek Romański, Krzysztof Lasocki – Jerzy Russyan. Niegrającym kapitanem był Włodzimierz Wala, a trenerem Andrzej Biernacki.

### Oficjalna delegacja PZBS na 41. DMŚ
Na mistrzostwa oprócz zawodników pojechali:
- Radosław Kiełbasiński – wiceprezydent WBF, delegat na kongres WBF, posiedzenie kilku komisji WBF;
- Rudolf Borusiewicz – delegat na Kongres WBF, członek Komisji Internetowej WBF;
- Igor Chalupec – delegat na Kongres WBF, kandydat PZBS do Komisji Marketingowej WBF;
- Sławomir Latała – szef ekipy, sędzia, członek Komisji Sędziowskiej WBF.

## Wyniki zawodów
Poniższa lista zawiera listę zespołów, które zdobyły medalowe pozycje.
| 41. Drużynowe Mistrzostwa Świata, Nusa Dua (Indonezja) 2013 | 41. Drużynowe Mistrzostwa Świata, Nusa Dua (Indonezja) 2013                                                             | 41. Drużynowe Mistrzostwa Świata, Nusa Dua (Indonezja) 2013                                                                          | 41. Drużynowe Mistrzostwa Świata, Nusa Dua (Indonezja) 2013                                                         | 41. Drużynowe Mistrzostwa Świata, Nusa Dua (Indonezja) 2013                                                                 |
| Miejsce                                                     | Open | Kobiety | Seniorzy | Transnarodowe |
| ----------------------------------------------------------- | --- | --- | --- | --- |
| 1                                                           | Włochy · Norberto Bocchi, Giorgio Duboin, Lorenzo Lauria, · Agustin Madala, Antonio Sementa, Alfredo Versace            | Stany Zjednoczone USA-2 · Hjordis Eythorsdottir, Jill Levin, Jill Meyers, · Janice Seamon-Molson, Jenny Wolpert, Migry Zur-Campanile | Niemcy · Michael Elinescu, Ulrich Kratz, Reiner Marsal, · Bernhard Strater, Ulrich Wenning, Entscho Wladow          | Stany Zjednoczone Gordon · David Berkowitz, Mark Gordon, Jacek Pszczoła, · Pratap Rajadhyaksha, Michael Seamon, Alan Sontag |
| 2                                                           | Monako · Fulvio Fantoni, Geir Helgemo, Tor Helness, · Franck Multon, Claudio Nunes, Pierre Zimmermann                   | Anglia · Sally Brock, Fiona Brown, Heather Dhondy, · Nevena Senior, Nicola Smith, Susan Stockdale                                    | Stany Zjednoczone USA-2 · Roger Bates, Garey Hayden, Marc Jacobus, · Carolyn Lynch, Mike Passell, Eddie Wold        | Chiny SAIC VW · Dai Jianming, Hu Maoyuan, Liu Yiqian, · Shao Zijian, Yang Lixin, Zhuang Zejun                               |
| 3                                                           | Polska · Cezary Balicki, Adam Żmudziński, Krzysztof Buras, · Grzegorz Narkiewicz, Krzysztof Jassem, Marcin Mazurkiewicz | Holandia · Carla Arnolds, Marion Michielsen, Jet Pasman, · Anneke Simons, Meike Wortel, Wietske van Zwol                             | Polska · Julian Klukowski, Apolinary Kowalski, Krzysztof Lasocki, · Wiktor Markowicz, Jacek Romański, Jerzy Russyan | Holandia White House · Jan Jansma, Gert-Jan Paulissen, Richard Ritmeijer, · Magdaléna Tichá                                 |

### Wyniki polskich zawodników
W 41. DMŚ polscy zawodnicy zdobyli 2 brązowe medale:
- w kategorii open (Bermuda Bowl) zespół w składzie: Cezary Balicki, Adam Żmudziński, Krzysztof Buras, Grzegorz Narkiewicz, Krzysztof Jassem, Marcin Mazurkiewicz;
- w kategorii seniorów (d’Orsi Seniors Trophy) zespół w składzie: Julian Klukowski, Apolinary Kowalski, Krzysztof Lasocki, Wiktor Markowicz, Jacek Romański, Jerzy Russyan.

Zespół kobiet (Venice Cup) w składzie Cathy Bałdysz – Anna Sarniak, Katarzyna Dufrat – Joanna Taczewska, Danuta Kazmucha – Justyna Żmuda doszedł do ćwierćfinałów zajmując ostatecznie miejsce 5–9.
W turnieju transnarodowym do ćwierćfinałów doszedł zespół Polish Students w składzie: Stanisław Gołębiowski, Paweł Jassem, Michał Klukowski, Piotr Tuczyński, Jakub Wojcieszek, Piotr Zatorski.
W zwycięskiej drużynie Gordon występował były długoletni reprezentant Polski, Jacek Pszczoła (od roku 2006 reprezentant USA).

## Podsumowanie wyników zawodów narodowych

### Runda każdy z każdym
Poniższa tabela pokazuje plan gier oraz wyniki polskich drużyn w poszczególnych sesjach rundy „każdy z każdym”.
| Wyniki polskich drużyn   | Wyniki polskich drużyn | Wyniki polskich drużyn | Wyniki polskich drużyn | Wyniki polskich drużyn | Wyniki polskich drużyn | Wyniki polskich drużyn | Wyniki polskich drużyn | Wyniki polskich drużyn | Wyniki polskich drużyn | Wyniki polskich drużyn | Wyniki polskich drużyn | Wyniki polskich drużyn | Wyniki polskich drużyn | Wyniki polskich drużyn | Wyniki polskich drużyn | Wyniki polskich drużyn | Wyniki polskich drużyn | Wyniki polskich drużyn | Wyniki polskich drużyn |
| Data                     | Godzina (CET)          | Otwarta                | Otwarta                | Otwarta                | Otwarta                | Otwarta                | Otwarta                | Kobiety                | Kobiety                | Kobiety                | Kobiety                | Kobiety                | Kobiety                | Seniorzy               | Seniorzy               | Seniorzy               | Seniorzy               | Seniorzy               | Seniorzy               |
| Data                     | Godzina (CET)          | S                      | Kraj                   | F                      | Wyn                    | Σ                      | M                      | S                      | Kraj                   | F                      | Wyn                    | Σ                      | M                      | S                      | Kraj                   | F                      | Wyn                    | Σ                      | M                      |
| ------------------------ | ---------------------- | ---------------------- | ---------------------- | ---------------------- | ---------------------- | ---------------------- | ---------------------- | ---------------------- | ---------------------- | ---------------------- | ---------------------- | ---------------------- | ---------------------- | ---------------------- | ---------------------- | ---------------------- | ---------------------- | ---------------------- | ---------------------- |
| 17 września wtorek       | 05:00                  | O1                     | Kanada                 | Kanada                 | 2,97                   | 2,97                   | 19                     | K1                     | Pakistan               | Pakistan               | 18,44                  | 18,44                  | 5                      | S1                     | Nowa Zelandia          | Nowa Zelandia          | 11,76                  | 11,76                  | 9                      |
| 17 września wtorek       | 08:30                  | O2                     | Brazylia               | Brazylia               | 12,80                  | 15,77                  | 18                     | K2                     | Anglia                 | Anglia                 | 10,00                  | 28,44                  | 6                      | S2                     | Gwadelupa              | Gwadelupa              | 15,56                  | 27,32                  | 5                      |
| 17 września wtorek       | 11:10                  | O3                     | Nowa Zelandia          | Nowa Zelandia          | 16,26                  | 32,03                  | 9                      | K3                     | Szwecja                | Szwecja                | 12,03                  | 40,47                  | 5                      | S3                     | Afryka Południowa      | Południowa Afryka      | 9,69                   | 37,01                  | 6                      |
| 18 września środa        | 05:00                  | O4                     | Monako                 | Monako                 | 14,60                  | 47,10                  | 7                      | K4                     | Indie                  | Indie                  | 18,09                  | 58,56                  | 1                      | S4                     | Bangladesz             | Bangladesz             | 10,91                  | 47,92                  | 8                      |
| 18 września środa        | 08:30                  | O5                     | USA 1                  | Stany Zjednoczone      | 17,45                  | 64,15                  | 5                      | K5                     | Indonezja              | Indonezja              | 17,97                  | 76,53                  | 3                      | S5                     | Holandia               | Holandia               | 16,42                  | 64,63                  | 6                      |
| 18 września środa        | 11:10                  | O6                     | USA 2                  | Stany Zjednoczone      | 15,92                  | 80,07                  | 3                      | K6                     | Australia              | Australia              | 13,97                  | 90,50                  | 1                      | S6                     | USA 2                  | Stany Zjednoczone      | 5,20                   | 69,83                  | 8                      |
| 19 września czwartek     | 05:00                  | O7                     | Egipt                  | Egipt                  | 19,07                  | 99,14                  | 1                      | K7                     | Egypt                  | Egipt                  | 20,00                  | 110,50                 | 1                      | S7                     | Egipt                  | Egipt                  | 17,17                  | 86,80                  | 7                      |
| 19 września czwartek     | 08:30                  | O8                     | Bahrajn                | Bahrajn                | 18,77                  | 117,91                 | 1                      | K8                     | Holandia               | Holandia               | 2,03                   | 112,53                 | 3                      | S8                     | Kanada                 | Kanada                 | 11,76                  | 98,56                  | 7                      |
| 19 września czwartek     | 11:10                  | O9                     | Chińskie Tajpej        |                        | 8,24                   | 126,15                 | 2                      | K9                     | Afryka Południowa      | Południowa Afryka      | 12,80                  | 125,33                 | 2                      | S9                     | Australia              | Australia              | 6,03                   | 104,59                 | 9                      |
| 20 września piątek       | 05:00                  | O10                    | Argentyna              | Argentyna              | 13,97                  | 143,08                 | 1                      | K10                    | Chiny                  |                        | 2,83                   | 128,16                 | 4                      | S10                    | Chińskie Tajpej        |                        | 19,34                  | 123,93                 | 5                      |
| 20 września piątek       | 08:30                  | O11                    | Holandia               | Holandia               | 5,20                   | 153,05                 | 2                      | K11                    | Brazylia               | Brazylia               | 9,09                   | 137,25                 | 7                      | S11                    | Indie                  | Indie                  | 11,48                  | 135,41                 | 5                      |
| 20 września piątek       | 11:10                  | O12                    | Włochy                 | Włochy                 | 6,25                   | 154,53                 | 4                      | K12                    | Japonia                | Japonia                | 19,25                  | 156,50                 | 5                      | S12                    | Japonia                | Japonia                | 8,80                   | 144,21                 | 6                      |
| 21 września sobota       | 05:00                  | O13                    | Afryka Południowa      | Południowa Afryka      | 13,97                  | 168,50                 | 2                      | K13                    | Filipiny               | Filipiny               | 17,85                  | 174,35                 | 3                      | S13                    | Francja                | Francja                | 1,67                   | 145,88                 | 9                      |
| 21 września sobota       | 08:30                  | O14                    | Niemcy                 | Niemcy                 | 10,00                  | 178,50                 | 5                      | K14                    | USA 2                  | Stany Zjednoczone      | 17,85                  | 192,20                 | 2                      | S14                    | Dania                  | Dania                  | 15,38                  | 161,26                 | 9                      |
| 21 września sobota       | 11:10                  | O15                    | Chiny                  |                        | 8,24                   | 186,74                 | 6                      | K15                    | Gwadelupa              | Gwadelupa              | 20,00                  | 210,09                 | 2                      | S15                    | Indonezja              | Indonezja              | 2,83                   | 164,09                 | 12                     |
| 22 września niedziela    | 05:00                  | O16                    | Indonezja              | Indonezja              | 15,00                  | 201,74                 | 5                      | K16                    | Francja                | Francja                | 9,09                   | 219,18                 | 2                      | S16                    | Hongkong               | Hongkong               | 15,38                  | 179,47                 | 11                     |
| 22 września niedziela    | 08:30                  | O17                    | Australia              | Australia              | 13,75                  | 205,49                 | 6                      | K17                    | Kanada                 | Kanada                 | 14,18                  | 233,36                 | 2                      | S17                    | Brazylia               | Brazylia               | 16,09                  | 195,56                 | 9                      |
| 22 września niedziela    | 11:10                  | O18                    | Anglia                 | Anglia                 | 1,34                   | 206,83                 | 8                      | K18                    | USA 1                  | Stany Zjednoczone      | 8,24                   | 241,60                 | 2                      | S18                    | Belgia                 | Belgia                 | 17,97                  | 213,53                 | 7                      |
| 23 września poniedziałek | 05:00                  | O19                    | Gwadelupa              | Gwadelupa              | 19,07                  | 225,60                 | 6                      | K19                    | Turcja                 | Turcja                 | 1,67                   | 243,27                 | 3                      | S19                    | Niemcy                 | Niemcy                 | 14,80                  | 228,33                 | 8                      |
| 23 września poniedziałek | 08:30                  | O20                    | Indie                  | Indie                  | 12,03                  | 237,63                 | 5                      | K20                    | Nowa Zelandia          | Nowa Zelandia          | 20,00                  | 263,27                 | 3                      | S20                    | Szkocja                | Szkocja                | 12,29                  | 240,62                 | 7                      |
| 23 września poniedziałek | 11:10                  | O21                    | Japonia                | Japonia                | 20,00                  | 257,63                 | 4                      | K21                    | Argentyna              | Argentyna              | 16,88                  | 280,15                 | 3                      | S21                    | USA 1                  | Stany Zjednoczone      | 18,55                  | 259,17                 | 5                      |

Po raz pierwszy w historii drużynowych mistrzostw świata do ćwierćfinałów przeszły polskie drużyny we wszystkich kategoriach.

### Ćwierćfinały
Poniższe tabele pokazują wyniki wszystkich sesji wszystkich meczów ćwierćfinałowych.
W niektórych meczach odbyło się tylko 5 sesji. W tych meczach ustalono wynik 6 sesji jako 0:0.
Czerwonym kolorem wyróżniono zwycięzców meczów ćwierćfinałowych.
| Bermuda Bowl. Mecze ćwierćfinałowe | Bermuda Bowl. Mecze ćwierćfinałowe | Bermuda Bowl. Mecze ćwierćfinałowe | Bermuda Bowl. Mecze ćwierćfinałowe | Bermuda Bowl. Mecze ćwierćfinałowe | Bermuda Bowl. Mecze ćwierćfinałowe | Bermuda Bowl. Mecze ćwierćfinałowe | Bermuda Bowl. Mecze ćwierćfinałowe | Bermuda Bowl. Mecze ćwierćfinałowe | Bermuda Bowl. Mecze ćwierćfinałowe | Bermuda Bowl. Mecze ćwierćfinałowe | Bermuda Bowl. Mecze ćwierćfinałowe | Bermuda Bowl. Mecze ćwierćfinałowe | Bermuda Bowl. Mecze ćwierćfinałowe | Bermuda Bowl. Mecze ćwierćfinałowe | Bermuda Bowl. Mecze ćwierćfinałowe |
| Nr                                 | F                                  | Zespół                             | P                                  | 24 września (wtorek)               | 24 września (wtorek)               | 24 września (wtorek)               | 24 września (wtorek)               | 24 września (wtorek)               | 24 września (wtorek)               | 25 września (środa)                | 25 września (środa)                | 25 września (środa)                | 25 września (środa)                | 25 września (środa)                | 25 września (środa)                |
| Nr                                 | F                                  | Zespół                             | P                                  | 5:00                               | 5:00                               | 8:30                               | 8:30                               | 11:20                              | 11:20                              | 5:00                               | 5:00                               | 8:30                               | 8:30                               | 11:20                              | 11:20                              |
| Nr                                 | F                                  | Zespół                             | P                                  | Q1                                 | Σ                                  | Q2                                 | Σ                                  | Q3                                 | Σ                                  | Q4                                 | Σ                                  | Q5                                 | Σ                                  | Q6                                 | Σ                                  |
| ---------------------------------- | ---------------------------------- | ---------------------------------- | ---------------------------------- | ---------------------------------- | ---------------------------------- | ---------------------------------- | ---------------------------------- | ---------------------------------- | ---------------------------------- | ---------------------------------- | ---------------------------------- | ---------------------------------- | ---------------------------------- | ---------------------------------- | ---------------------------------- |
| OQ1                                | Kanada                             | Kanada                             | 1,67                               | 19                                 | 20,7                               | 30                                 | 50,7                               | 21                                 | 71,7                               | 47                                 | 118,7                              | 12                                 | 130,7                              | 28                                 | 158,7                              |
| OQ1                                | Stany Zjednoczone                  | USA-1                              | 0                                  | 17                                 | 17                                 | 44                                 | 61                                 | 41                                 | 102                                | 17                                 | 119                                | 62                                 | 181                                | 33                                 | 214                                |
| OQ2                                | Włochy                             | Włochy                             | 0                                  | 61                                 | 61                                 | 54                                 | 115                                | 42                                 | 157                                | 44                                 | 201                                | 41                                 | 242                                | 0                                  | 242                                |
| OQ2                                |                                    | Chiny                              | 2,33                               | 22                                 | 24,3                               | 51                                 | 75,3                               | 27                                 | 102,3                              | 24                                 | 126,3                              | 20                                 | 146,3                              | 0                                  | 146,3                              |
| OQ3                                | Anglia                             | Anglia                             | 4,33                               | 19                                 | 23,3                               | 86                                 | 109,3                              | 10                                 | 119,3                              | 30                                 | 149,3                              | 34                                 | 183,3                              | 43                                 | 226,3                              |
| OQ3                                | Monako                             | Monako                             | 0                                  | 62                                 | 62                                 | 39                                 | 101                                | 55                                 | 156                                | 36                                 | 192                                | 56                                 | 248                                | 30                                 | 278                                |
| OQ4                                | Polska                             | Polska                             | 0                                  | 53                                 | 53                                 | 62                                 | 115                                | 38                                 | 153                                | 32                                 | 185                                | 57                                 | 242                                | 0                                  | 242                                |
| OQ4                                | Holandia                           | Holandia                           | 6,3                                | 13                                 | 19,3                               | 26                                 | 45,3                               | 23                                 | 68,3                               | 38                                 | 106,3                              | 13                                 | 119,3                              | 0                                  | 119,3                              |

| Venice Cup. Mecze ćwierćfinałowe | Venice Cup. Mecze ćwierćfinałowe | Venice Cup. Mecze ćwierćfinałowe | Venice Cup. Mecze ćwierćfinałowe | Venice Cup. Mecze ćwierćfinałowe | Venice Cup. Mecze ćwierćfinałowe | Venice Cup. Mecze ćwierćfinałowe | Venice Cup. Mecze ćwierćfinałowe | Venice Cup. Mecze ćwierćfinałowe | Venice Cup. Mecze ćwierćfinałowe | Venice Cup. Mecze ćwierćfinałowe | Venice Cup. Mecze ćwierćfinałowe | Venice Cup. Mecze ćwierćfinałowe | Venice Cup. Mecze ćwierćfinałowe | Venice Cup. Mecze ćwierćfinałowe | Venice Cup. Mecze ćwierćfinałowe |
| Nr                               | F                                | Zespół                           | P                                | 24 września (wtorek)             | 24 września (wtorek)             | 24 września (wtorek)             | 24 września (wtorek)             | 24 września (wtorek)             | 24 września (wtorek)             | 25 września (środa)              | 25 września (środa)              | 25 września (środa)              | 25 września (środa)              | 25 września (środa)              | 25 września (środa)              |
| Nr                               | F                                | Zespół                           | P                                | 5:00                             | 5:00                             | 8:30                             | 8:30                             | 11:20                            | 11:20                            | 5:00                             | 5:00                             | 8:30                             | 8:30                             | 11:20                            | 11:20                            |
| Nr                               | F                                | Zespół                           | P                                | Q1                               | Σ                                | Q2                               | Σ                                | Q3                               | Σ                                | Q4                               | Σ                                | Q5                               | Σ                                | Q6                               | Σ                                |
| -------------------------------- | -------------------------------- | -------------------------------- | -------------------------------- | -------------------------------- | -------------------------------- | -------------------------------- | -------------------------------- | -------------------------------- | -------------------------------- | -------------------------------- | -------------------------------- | -------------------------------- | -------------------------------- | -------------------------------- | -------------------------------- |
| KQ1                              | Holandia                         | Holandia                         | 8                                | 37                               | 45                               | 58                               | 103                              | 16                               | 119                              | 7                                | 126                              | 2                                | 128                              | 38                               | 166                              |
| KQ1                              | Turcja                           | Turcja                           | 0                                | 19                               | 19                               | 27                               | 46                               | 16                               | 61                               | 15                               | 76                               | 18                               | 94                               | 37                               | 131                              |
| KQ2                              | Anglia                           | Anglia                           | 0                                | 66                               | 66                               | 35                               | 101                              | 38                               | 139                              | 12                               | 151                              | 17                               | 168                              | 35                               | 203                              |
| KQ2                              | Stany Zjednoczone                | USA-1                            | 8                                | 15                               | 23                               | 23                               | 46                               | 9                                | 55                               | 17                               | 72                               | 18                               | 90                               | 48                               | 138                              |
| KQ3                              | Polska                           | Polska                           | 12                               | 30                               | 42                               | 5                                | 47                               | 13                               | 60                               | 17                               | 77                               | 22                               | 99                               | 26                               | 125                              |
| KQ3                              | Stany Zjednoczone                | USA-2                            | 0                                | 13                               | 13                               | 61                               | 74                               | 29                               | 103                              | 35                               | 138                              | 11                               | 149                              | 24                               | 173                              |
| KQ4                              | Francja                          | Francja                          | 0                                | 47                               | 47                               | 11                               | 58                               | 38                               | 96                               | 52                               | 148                              | 28                               | 176                              | 16                               | 192                              |
| KQ4                              |                                  | Chiny                            | 2                                | 29                               | 31                               | 78                               | 109                              | 9                                | 118                              | 36                               | 154                              | 22                               | 176                              | 28                               | 204                              |

| d'Orsi Trophy. Mecze ćwierćfinałowe | d'Orsi Trophy. Mecze ćwierćfinałowe | d'Orsi Trophy. Mecze ćwierćfinałowe | d'Orsi Trophy. Mecze ćwierćfinałowe | d'Orsi Trophy. Mecze ćwierćfinałowe | d'Orsi Trophy. Mecze ćwierćfinałowe | d'Orsi Trophy. Mecze ćwierćfinałowe | d'Orsi Trophy. Mecze ćwierćfinałowe | d'Orsi Trophy. Mecze ćwierćfinałowe | d'Orsi Trophy. Mecze ćwierćfinałowe | d'Orsi Trophy. Mecze ćwierćfinałowe | d'Orsi Trophy. Mecze ćwierćfinałowe | d'Orsi Trophy. Mecze ćwierćfinałowe | d'Orsi Trophy. Mecze ćwierćfinałowe | d'Orsi Trophy. Mecze ćwierćfinałowe | d'Orsi Trophy. Mecze ćwierćfinałowe |
| Nr                                  | F                                   | Zespół                              | P                                   | 24 września (wtorek)                | 24 września (wtorek)                | 24 września (wtorek)                | 24 września (wtorek)                | 24 września (wtorek)                | 24 września (wtorek)                | 25 września (środa)                 | 25 września (środa)                 | 25 września (środa)                 | 25 września (środa)                 | 25 września (środa)                 | 25 września (środa)                 |
| Nr                                  | F                                   | Zespół                              | P                                   | 5:00                                | 5:00                                | 8:30                                | 8:30                                | 11:20                               | 11:20                               | 5:00                                | 5:00                                | 8:30                                | 8:30                                | 11:20                               | 11:20                               |
| Nr                                  | F                                   | Zespół                              | P                                   | Q1                                  | Σ                                   | Q2                                  | Σ                                   | Q3                                  | Σ                                   | Q4                                  | Σ                                   | Q5                                  | Σ                                   | Q6                                  | Σ                                   |
| ----------------------------------- | ----------------------------------- | ----------------------------------- | ----------------------------------- | ----------------------------------- | ----------------------------------- | ----------------------------------- | ----------------------------------- | ----------------------------------- | ----------------------------------- | ----------------------------------- | ----------------------------------- | ----------------------------------- | ----------------------------------- | ----------------------------------- | ----------------------------------- |
| SQ1                                 | Holandia                            | Holandia                            | 0                                   | 20                                  | 20                                  | 15                                  | 35                                  | 12                                  | 47                                  | 28                                  | 75                                  | 16                                  | 91                                  | 0                                   | 91                                  |
| SQ1                                 | Francja                             | Francja                             | 16                                  | 30                                  | 46                                  | 60                                  | 106                                 | 19                                  | 125                                 | 42                                  | 167                                 | 84                                  | 251                                 | 0                                   | 251                                 |
| SQ2                                 | Stany Zjednoczone                   | USA-2                               | 16                                  | 50                                  | 66                                  | 65                                  | 131                                 | 59                                  | 190                                 | 64                                  | 254                                 | 34                                  | 288                                 | 0                                   | 288                                 |
| SQ2                                 | Szkocja                             | Szkocja                             | 0                                   | 35                                  | 35                                  | 39                                  | 74                                  | 23                                  | 97                                  | 19                                  | 116                                 | 23                                  | 139                                 | 0                                   | 139                                 |
| SQ3                                 | Indie                               | Indonezja                           | 0                                   | 39                                  | 39                                  | 48                                  | 87                                  | 23                                  | 110                                 | 12                                  | 122                                 | 28                                  | 150                                 | 22                                  | 172                                 |
| SQ3                                 | Niemcy                              | Niemcy                              | 15                                  | 25                                  | 40                                  | 2                                   | 42                                  | 17                                  | 59                                  | 59                                  | 118                                 | 46                                  | 156                                 | 66                                  | 222                                 |
| SQ4                                 | Polska                              | Polska                              | 13                                  | 30                                  | 43                                  | 44                                  | 87                                  | 45                                  | 132                                 | 38                                  | 170                                 | 31                                  | 201                                 | 35                                  | 236                                 |
| SQ4                                 | Belgia                              | Belgia                              | 0                                   | 62                                  | 62                                  | 27                                  | 89                                  | 2                                   | 91                                  | 28                                  | 119                                 | 23                                  | 142                                 | 21                                  | 163                                 |

### Półfinały
| Bermuda Bowl. Mecze półfinałowe | Bermuda Bowl. Mecze półfinałowe | Bermuda Bowl. Mecze półfinałowe | Bermuda Bowl. Mecze półfinałowe | Bermuda Bowl. Mecze półfinałowe | Bermuda Bowl. Mecze półfinałowe | Bermuda Bowl. Mecze półfinałowe | Bermuda Bowl. Mecze półfinałowe | Bermuda Bowl. Mecze półfinałowe | Bermuda Bowl. Mecze półfinałowe | Bermuda Bowl. Mecze półfinałowe | Bermuda Bowl. Mecze półfinałowe | Bermuda Bowl. Mecze półfinałowe | Bermuda Bowl. Mecze półfinałowe | Bermuda Bowl. Mecze półfinałowe | Bermuda Bowl. Mecze półfinałowe |
| Nr                              | F                               | Zespół                          | P                               | 26 września (czwartek)          | 26 września (czwartek)          | 26 września (czwartek)          | 26 września (czwartek)          | 26 września (czwartek)          | 26 września (czwartek)          | 27 września (piątek)            | 27 września (piątek)            | 27 września (piątek)            | 27 września (piątek)            | 27 września (piątek)            | 27 września (piątek)            |
| Nr                              | F                               | Zespół                          | P                               | 5:00                            | 5:00                            | 8:30                            | 8:30                            | 11:20                           | 11:20                           | 5:00                            | 5:00                            | 8:30                            | 8:30                            | 11:20                           | 11:20                           |
| Nr                              | F                               | Zespół                          | P                               | S1                              | Σ                               | S2                              | Σ                               | S3                              | Σ                               | S4                              | Σ                               | S5                              | Σ                               | S6                              | Σ                               |
| ------------------------------- | ------------------------------- | ------------------------------- | ------------------------------- | ------------------------------- | ------------------------------- | ------------------------------- | ------------------------------- | ------------------------------- | ------------------------------- | ------------------------------- | ------------------------------- | ------------------------------- | ------------------------------- | ------------------------------- | ------------------------------- |
| OS1                             | Monako                          | Monako                          | 0,67                            | 40                              | 40,7                            | 27                              | 67,7                            | 47                              | 114,7                           | 49                              | 163,7                           | 27                              | 190,7                           | 51                              | 241,7                           |
| OS1                             | Stany Zjednoczone               | USA-1                           | 0                               | 33                              | 33                              | 11                              | 44                              | 21                              | 65                              | 31                              | 96                              | 28                              | 124                             | 36                              | 160                             |
| OS2                             | Polska                          | Polska                          | 0                               | 8                               | 8                               | 14                              | 22                              | 26                              | 48                              | 31                              | 79                              | 0                               | 79                              | 0                               | 79                              |
| OS2                             | Włochy                          | Włochy                          | 7                               | 45                              | 52                              | 55                              | 107                             | 43                              | 150                             | 51                              | 201                             | 0                               | 201                             | 0                               | 201                             |

| Venice Cup. Mecze półfinałowe | Venice Cup. Mecze półfinałowe | Venice Cup. Mecze półfinałowe | Venice Cup. Mecze półfinałowe | Venice Cup. Mecze półfinałowe | Venice Cup. Mecze półfinałowe | Venice Cup. Mecze półfinałowe | Venice Cup. Mecze półfinałowe | Venice Cup. Mecze półfinałowe | Venice Cup. Mecze półfinałowe | Venice Cup. Mecze półfinałowe | Venice Cup. Mecze półfinałowe | Venice Cup. Mecze półfinałowe | Venice Cup. Mecze półfinałowe | Venice Cup. Mecze półfinałowe | Venice Cup. Mecze półfinałowe |
| Nr                            | F                             | Zespół                        | P                             | 26 września (czwartek)        | 26 września (czwartek)        | 26 września (czwartek)        | 26 września (czwartek)        | 26 września (czwartek)        | 26 września (czwartek)        | 27 września (piątek)          | 27 września (piątek)          | 27 września (piątek)          | 27 września (piątek)          | 27 września (piątek)          | 27 września (piątek)          |
| Nr                            | F                             | Zespół                        | P                             | 5:00                          | 5:00                          | 8:30                          | 8:30                          | 11:20                         | 11:20                         | 5:00                          | 5:00                          | 8:30                          | 8:30                          | 11:20                         | 11:20                         |
| Nr                            | F                             | Zespół                        | P                             | S1                            | Σ                             | S2                            | Σ                             | S3                            | Σ                             | S4                            | Σ                             | S5                            | Σ                             | S6                            | Σ                             |
| ----------------------------- | ----------------------------- | ----------------------------- | ----------------------------- | ----------------------------- | ----------------------------- | ----------------------------- | ----------------------------- | ----------------------------- | ----------------------------- | ----------------------------- | ----------------------------- | ----------------------------- | ----------------------------- | ----------------------------- | ----------------------------- |
| KS1                           | Holandia                      | Holandia                      | 3                             | 22                            | 25                            | 21                            | 46                            | 37                            | 83                            | 26                            | 109                           | 26                            | 135                           | 30                            | 165                           |
| KS1                           | Stany Zjednoczone             | USA-2                         | 0                             | 25                            | 25                            | 32                            | 57                            | 38                            | 95                            | 26                            | 121                           | 21                            | 142                           | 9                             | 151                           |
| KS2                           | Anglia                        | Anglia                        | 0                             | 45                            | 45                            | 11                            | 56                            | 43                            | 99                            | 45                            | 144                           | 41                            | 185                           | 34                            | 219                           |
| KS2                           |                               | Chiny                         | 7,5                           | 17                            | 24,5                          | 12                            | 36,5                          | 26                            | 62,5                          | 31                            | 93,5                          | 35                            | 128,5                         | 9                             | 137,5                         |

| d'Orsi Trophy. Mecze półfinałowe | d'Orsi Trophy. Mecze półfinałowe | d'Orsi Trophy. Mecze półfinałowe | d'Orsi Trophy. Mecze półfinałowe | d'Orsi Trophy. Mecze półfinałowe | d'Orsi Trophy. Mecze półfinałowe | d'Orsi Trophy. Mecze półfinałowe | d'Orsi Trophy. Mecze półfinałowe | d'Orsi Trophy. Mecze półfinałowe | d'Orsi Trophy. Mecze półfinałowe | d'Orsi Trophy. Mecze półfinałowe | d'Orsi Trophy. Mecze półfinałowe | d'Orsi Trophy. Mecze półfinałowe | d'Orsi Trophy. Mecze półfinałowe | d'Orsi Trophy. Mecze półfinałowe | d'Orsi Trophy. Mecze półfinałowe |
| Nr                               | F                                | Zespół                           | P                                | 26 września (czwartek)           | 26 września (czwartek)           | 26 września (czwartek)           | 26 września (czwartek)           | 26 września (czwartek)           | 26 września (czwartek)           | 27 września (piątek)             | 27 września (piątek)             | 27 września (piątek)             | 27 września (piątek)             | 27 września (piątek)             | 27 września (piątek)             |
| Nr                               | F                                | Zespół                           | P                                | 5:00                             | 5:00                             | 8:30                             | 8:30                             | 11:20                            | 11:20                            | 5:00                             | 5:00                             | 8:30                             | 8:30                             | 11:20                            | 11:20                            |
| Nr                               | F                                | Zespół                           | P                                | S1                               | Σ                                | S2                               | Σ                                | S3                               | Σ                                | S4                               | Σ                                | S5                               | Σ                                | S6                               | Σ                                |
| -------------------------------- | -------------------------------- | -------------------------------- | -------------------------------- | -------------------------------- | -------------------------------- | -------------------------------- | -------------------------------- | -------------------------------- | -------------------------------- | -------------------------------- | -------------------------------- | -------------------------------- | -------------------------------- | -------------------------------- | -------------------------------- |
| SS1                              | Niemcy                           | Niemcy                           | 0                                | 25                               | 25                               | 42                               | 67                               | 41                               | 108                              | 16                               | 124                              | 39                               | 163                              | 51                               | 214                              |
| SS1                              | Francja                          | Francja                          | 1                                | 38                               | 39                               | 37                               | 76                               | 26                               | 102                              | 19                               | 121                              | 44                               | 165                              | 12                               | 177                              |
| SS2                              | Polska                           | Polska                           | 0                                | 16                               | 16                               | 31                               | 47                               | 27                               | 74                               | 37                               | 111                              | 24                               | 135                              | 43                               | 178                              |
| SS2                              | Stany Zjednoczone                | USA-2                            | 10                               | 46                               | 56                               | 37                               | 93                               | 27                               | 120                              | 42                               | 162                              | 42                               | 204                              | 43                               | 247                              |

### Finały i mecze o 3. miejsca
| Bermuda Bowl. Mecz o 3. miejsce | Bermuda Bowl. Mecz o 3. miejsce | Bermuda Bowl. Mecz o 3. miejsce | Bermuda Bowl. Mecz o 3. miejsce | Bermuda Bowl. Mecz o 3. miejsce | Bermuda Bowl. Mecz o 3. miejsce | Bermuda Bowl. Mecz o 3. miejsce | Bermuda Bowl. Mecz o 3. miejsce | Bermuda Bowl. Mecz o 3. miejsce | Bermuda Bowl. Mecz o 3. miejsce | Bermuda Bowl. Mecz o 3. miejsce | Bermuda Bowl. Mecz o 3. miejsce |
| Nr                              | F                               | Zespół                          | P                               | 28 września (sobota)            | 28 września (sobota)            | 28 września (sobota)            | 28 września (sobota)            | 28 września (sobota)            | 28 września (sobota)            | 29 września (niedziela)         | 29 września (niedziela)         |
| Nr                              | F                               | Zespół                          | P                               | 5:00                            | 5:00                            | 8:30                            | 8:30                            | 11:20                           | 11:20                           | 5:00                            | 5:00                            |
| Nr                              | F                               | Zespół                          | P                               | F1                              | Σ                               | F2                              | Σ                               | F3                              | Σ                               | F4                              | Σ                               |
| ------------------------------- | ------------------------------- | ------------------------------- | ------------------------------- | ------------------------------- | ------------------------------- | ------------------------------- | ------------------------------- | ------------------------------- | ------------------------------- | ------------------------------- | ------------------------------- |
| OR                              | Polska                          | Polska                          | 11,67                           | 51                              | 62,7                            | 22                              | 84,7                            | 49                              | 133,7                           | 13                              | 146,7                           |
| OR                              | Stany Zjednoczone               | USA-1                           | 0                               | 28                              | 28                              | 31                              | 59                              | 36                              | 95                              | 47                              | 142                             |

| Bermuda Bowl. Mecz finałowy | Bermuda Bowl. Mecz finałowy | Bermuda Bowl. Mecz finałowy | Bermuda Bowl. Mecz finałowy | Bermuda Bowl. Mecz finałowy | Bermuda Bowl. Mecz finałowy | Bermuda Bowl. Mecz finałowy | Bermuda Bowl. Mecz finałowy | Bermuda Bowl. Mecz finałowy | Bermuda Bowl. Mecz finałowy | Bermuda Bowl. Mecz finałowy | Bermuda Bowl. Mecz finałowy | Bermuda Bowl. Mecz finałowy | Bermuda Bowl. Mecz finałowy | Bermuda Bowl. Mecz finałowy | Bermuda Bowl. Mecz finałowy |
| Nr                          | F                           | Zespół                      | P                           | 28 września (sobota)        | 28 września (sobota)        | 28 września (sobota)        | 28 września (sobota)        | 28 września (sobota)        | 28 września (sobota)        | 29 września (niedziela)     | 29 września (niedziela)     | 29 września (niedziela)     | 29 września (niedziela)     | 29 września (niedziela)     | 29 września (niedziela)     |
| Nr                          | F                           | Zespół                      | P                           | 5:00                        | 5:00                        | 8:30                        | 8:30                        | 11:20                       | 11:20                       | 5:00                        | 5:00                        | 8:30                        | 8:30                        | 11:20                       | 11:20                       |
| Nr                          | F                           | Zespół                      | P                           | F1                          | Σ                           | F2                          | Σ                           | F3                          | Σ                           | F4                          | Σ                           | F5                          | Σ                           | F6                          | Σ                           |
| --------------------------- | --------------------------- | --------------------------- | --------------------------- | --------------------------- | --------------------------- | --------------------------- | --------------------------- | --------------------------- | --------------------------- | --------------------------- | --------------------------- | --------------------------- | --------------------------- | --------------------------- | --------------------------- |
| OF                          | Monako                      | Monako                      | 0                           | 29                          | 29                          | 16                          | 45                          | 2                           | 47                          | 34                          | 81                          | 16                          | 97                          | 29                          | 126                         |
| OF                          | Włochy                      | Włochy                      | 6                           | 46                          | 54                          | 45                          | 99                          | 15                          | 114                         | 20                          | 134                         | 54                          | 188                         | 22                          | 210                         |

| Venice Cup. Mecz o 3. miejsce | Venice Cup. Mecz o 3. miejsce | Venice Cup. Mecz o 3. miejsce | Venice Cup. Mecz o 3. miejsce | Venice Cup. Mecz o 3. miejsce | Venice Cup. Mecz o 3. miejsce | Venice Cup. Mecz o 3. miejsce | Venice Cup. Mecz o 3. miejsce | Venice Cup. Mecz o 3. miejsce | Venice Cup. Mecz o 3. miejsce | Venice Cup. Mecz o 3. miejsce | Venice Cup. Mecz o 3. miejsce |
| Nr                            | F                             | Zespół                        | P                             | 28 września (sobota)          | 28 września (sobota)          | 28 września (sobota)          | 28 września (sobota)          | 28 września (sobota)          | 28 września (sobota)          | 29 września (niedziela)       | 29 września (niedziela)       |
| Nr                            | F                             | Zespół                        | P                             | 5:00                          | 5:00                          | 8:30                          | 8:30                          | 11:20                         | 11:20                         | 5:00                          | 5:00                          |
| Nr                            | F                             | Zespół                        | P                             | F1                            | Σ                             | F2                            | Σ                             | F3                            | Σ                             | F4                            | Σ                             |
| ----------------------------- | ----------------------------- | ----------------------------- | ----------------------------- | ----------------------------- | ----------------------------- | ----------------------------- | ----------------------------- | ----------------------------- | ----------------------------- | ----------------------------- | ----------------------------- |
| KR                            | Holandia                      | Holandia                      | 14                            | 40                            | 54                            | 42                            | 96                            | 38                            | 134                           | 18                            | 152                           |
| KR                            |                               | Chiny                         | 0                             | 48                            | 48                            | 15                            | 63                            | 39                            | 102                           | 37                            | 139                           |

| Venice Cup. Mecz finałowy | Venice Cup. Mecz finałowy | Venice Cup. Mecz finałowy | Venice Cup. Mecz finałowy | Venice Cup. Mecz finałowy | Venice Cup. Mecz finałowy | Venice Cup. Mecz finałowy | Venice Cup. Mecz finałowy | Venice Cup. Mecz finałowy | Venice Cup. Mecz finałowy | Venice Cup. Mecz finałowy | Venice Cup. Mecz finałowy | Venice Cup. Mecz finałowy | Venice Cup. Mecz finałowy | Venice Cup. Mecz finałowy | Venice Cup. Mecz finałowy |
| Nr                        | F                         | Zespół                    | P                         | 28 września (sobota)      | 28 września (sobota)      | 28 września (sobota)      | 28 września (sobota)      | 28 września (sobota)      | 28 września (sobota)      | 29 września (niedziela)   | 29 września (niedziela)   | 29 września (niedziela)   | 29 września (niedziela)   | 29 września (niedziela)   | 29 września (niedziela)   |
| Nr                        | F                         | Zespół                    | P                         | 5:00                      | 5:00                      | 8:30                      | 8:30                      | 11:20                     | 11:20                     | 5:00                      | 5:00                      | 8:30                      | 8:30                      | 11:20                     | 11:20                     |
| Nr                        | F                         | Zespół                    | P                         | F1                        | Σ                         | F2                        | Σ                         | F3                        | Σ                         | F4                        | Σ                         | F5                        | Σ                         | F6                        | Σ                         |
| ------------------------- | ------------------------- | ------------------------- | ------------------------- | ------------------------- | ------------------------- | ------------------------- | ------------------------- | ------------------------- | ------------------------- | ------------------------- | ------------------------- | ------------------------- | ------------------------- | ------------------------- | ------------------------- |
| KF                        | Stany Zjednoczone         | USA-2                     | 0                         | 52                        | 52                        | 7                         | 59                        | 53                        | 112                       | 1                         | 113                       | 84                        | 197                       | 32                        | 229                       |
| KF                        | Anglia                    | Anglia                    | 2,33                      | 36                        | 38,3                      | 32                        | 70,3                      | 37                        | 107,3                     | 49                        | 156,3                     | 33                        | 189,3                     | 31                        | 220,3                     |

| d'Orsi Trophy. Mecz o 3. miejsce | d'Orsi Trophy. Mecz o 3. miejsce | d'Orsi Trophy. Mecz o 3. miejsce | d'Orsi Trophy. Mecz o 3. miejsce | d'Orsi Trophy. Mecz o 3. miejsce | d'Orsi Trophy. Mecz o 3. miejsce | d'Orsi Trophy. Mecz o 3. miejsce | d'Orsi Trophy. Mecz o 3. miejsce | d'Orsi Trophy. Mecz o 3. miejsce | d'Orsi Trophy. Mecz o 3. miejsce | d'Orsi Trophy. Mecz o 3. miejsce | d'Orsi Trophy. Mecz o 3. miejsce |
| Nr                               | F                                | Zespół                           | P                                | 28 września (sobota)             | 28 września (sobota)             | 28 września (sobota)             | 28 września (sobota)             | 28 września (sobota)             | 28 września (sobota)             | 29 września (niedziela)          | 29 września (niedziela)          |
| Nr                               | F                                | Zespół                           | P                                | 5:00                             | 5:00                             | 8:30                             | 8:30                             | 11:20                            | 11:20                            | 5:00                             | 5:00                             |
| Nr                               | F                                | Zespół                           | P                                | F1                               | Σ                                | F2                               | Σ                                | F3                               | Σ                                | F4                               | Σ                                |
| -------------------------------- | -------------------------------- | -------------------------------- | -------------------------------- | -------------------------------- | -------------------------------- | -------------------------------- | -------------------------------- | -------------------------------- | -------------------------------- | -------------------------------- | -------------------------------- |
| SR                               | Polska                           | Polska                           | 0                                | 33                               | 33                               | 37                               | 70                               | 25                               | 95                               | 35                               | 130                              |
| SR                               | Francja                          | Francja                          | 14                               | 25                               | 39                               | 16                               | 55                               | 15                               | 70                               | 10                               | 80                               |

| d'Orsi Trophy. Mecz finałowy | d'Orsi Trophy. Mecz finałowy | d'Orsi Trophy. Mecz finałowy | d'Orsi Trophy. Mecz finałowy | d'Orsi Trophy. Mecz finałowy | d'Orsi Trophy. Mecz finałowy | d'Orsi Trophy. Mecz finałowy | d'Orsi Trophy. Mecz finałowy | d'Orsi Trophy. Mecz finałowy | d'Orsi Trophy. Mecz finałowy | d'Orsi Trophy. Mecz finałowy | d'Orsi Trophy. Mecz finałowy | d'Orsi Trophy. Mecz finałowy | d'Orsi Trophy. Mecz finałowy | d'Orsi Trophy. Mecz finałowy | d'Orsi Trophy. Mecz finałowy |
| Nr                           | F                            | Zespół                       | P                            | 28 września (sobota)         | 28 września (sobota)         | 28 września (sobota)         | 28 września (sobota)         | 28 września (sobota)         | 28 września (sobota)         | 29 września (niedziela)      | 29 września (niedziela)      | 29 września (niedziela)      | 29 września (niedziela)      | 29 września (niedziela)      | 29 września (niedziela)      |
| Nr                           | F                            | Zespół                       | P                            | 5:00                         | 5:00                         | 8:30                         | 8:30                         | 11:20                        | 11:20                        | 5:00                         | 5:00                         | 8:30                         | 8:30                         | 11:20                        | 11:20                        |
| Nr                           | F                            | Zespół                       | P                            | F1                           | Σ                            | F2                           | Σ                            | F3                           | Σ                            | F4                           | Σ                            | F5                           | Σ                            | F6                           | Σ                            |
| ---------------------------- | ---------------------------- | ---------------------------- | ---------------------------- | ---------------------------- | ---------------------------- | ---------------------------- | ---------------------------- | ---------------------------- | ---------------------------- | ---------------------------- | ---------------------------- | ---------------------------- | ---------------------------- | ---------------------------- | ---------------------------- |
| SF                           | Stany Zjednoczone            | USA-2                        | 1                            | 43                           | 44                           | 15                           | 59                           | 17                           | 76                           | 22                           | 98                           | 37                           | 135                          | 26                           | 161                          |
| SF                           | Niemcy                       | Niemcy                       | 0                            | 58                           | 58                           | 24                           | 82                           | 20                           | 102                          | 18                           | 120                          | 17                           | 137                          | 35                           | 172                          |

Rok po zakończenia zawodów drużynie Niemiec odebrano złoty medal w kategorii Seniorów. Kolejność drużyn w tej kategorii jest następująca:
- USA-2,
- Polska,
- Francja.

## Zawody transnarodowe
Zawody transnarodowe były rozgrywane w kilku fazach:
- turniej na dochodzenie (tzw. „barometr szwajcarski”) bez udziału ćwierćfinalistów DMŚ;
- turniej na dochodzenie z udziałem ćwierćfinalistów DMŚ;
- ćwierćfinały;
- półfinały;
- finał.

### Zespoły z polskimi zawodnikami w zawodach transnarodowych
ZG PZBS zdecydował o dofinansowaniu reprezentacji akademickiej na Mistrzostwa Teamów Transnational na Bali. Wystąpili oni jako zespół „Polish Students”.
Oprócz tego występowały 3 drużyny z polskimi zawodnikami (na zasadzie zgłoszenia do zawodów):
- „Bridge24PL”,
- „Consus Red Poland”,
- „Gromov”.

W turnieju tym wystąpiła również Polska reprezentacja kobiet, która nie przeszła rozgrywek ćwierćfinałowych DMŚ.
Tylko zespół „Polish Students” zakwalifikował się do rundy ćwierćfinałowej.

### Turniej na dochodzenie
Turniej na dochodzenie był rozgrywany jako mecze 10-rozdaniowe. W ciągu dnia było rozgrywanych 5 meczów.
W początkowym etapie, 24 i 25 września, startowało 99 zespołów.
26 września zostało dołączonych kilka zespołów. Między innymi reprezentantki Polski, które przegrały ćwierćfinałowy mecz z holenderkami. W sumie 26 września było 101 zespołów.
Do dalszych gier zostało zakwalifikowało się 8 zespołów:
1. Yeh Mix (218,83 VP):  Chiny: Sun Ming, Wang Ping, Zhang Yalan;  Chińskie Tajpej: Shih Juei-yu, Chen Yeh
2. Fleisher (193,66 VP):  Stany Zjednoczone: Martin Fleisher, Mike Kamil, Zia Mahmood, Chip Martel, Michael Rosenberg, Chris Willenken
3. Gordon (192,44 VP):  Stany Zjednoczone: David Berkowitz, Mark Gordon, Jacek Pszczoła, Pratap Rajadhyaksha, Michael Seamon, Alan Sontag
4. P D Times (192,13 VP):  Chiny: Chen Ji, Fu Zhong, Li Jie,  Chińskie Tajpej: Patrick K. H. Huang;  Stany Zjednoczone: Joe Grue, Brad Moss
5. SAIC VW (189,50 VP):  Chiny: Dai Jianming, Hu Maoyuan, Liu Yiqian, Shao Zijian, Yang Lixin, Zhuang Zejun
6. Polish Students (185,15 VP):  Polska: Stanisław Gołębiowski, Paweł Jassem, Michał Klukowski, Piotr Tuczyński, Jakub Wojcieszek, Piotr Zatorski
7. Indonesia Open (183,79 VP):  Indonezja: Taufik Gautama Asbi, Julius Anthonius George, Franky Steven Karwur, Denny Sacul, Clif Micael Tangkuman, Robert Parasian Tobing
8. White House (183,04 VP):  Holandia: Jan Jansma, Gert-Jan Paulissen, Richard Ritmeijer, Magdalena Ticha, Gert-Jan Paulissen

Ćwierćfinały, półfinały i finał były rozgrywane jako 3 mecze po 16 rozdań na każdym etapie.

### Ćwierćfinały
| Transnational. Mecze ćwierćfinałowe | Transnational. Mecze ćwierćfinałowe | Transnational. Mecze ćwierćfinałowe | Transnational. Mecze ćwierćfinałowe | Transnational. Mecze ćwierćfinałowe | Transnational. Mecze ćwierćfinałowe | Transnational. Mecze ćwierćfinałowe | Transnational. Mecze ćwierćfinałowe | Transnational. Mecze ćwierćfinałowe | Transnational. Mecze ćwierćfinałowe |
| Nr                                  | F                                   | Zespół                              | P                                   | 27 września (piątek)                | 27 września (piątek)                | 27 września (piątek)                | 27 września (piątek)                | 27 września (piątek)                | 27 września (piątek)                |
| Nr                                  | F                                   | Zespół                              | P                                   | 5:00                                | 5:00                                | 8:30                                | 8:30                                | 11:20                               | 11:20                               |
| Nr                                  | F                                   | Zespół                              | P                                   | Q1                                  | Σ                                   | Q2                                  | Σ                                   | Q3                                  | Σ                                   |
| ----------------------------------- | ----------------------------------- | ----------------------------------- | ----------------------------------- | ----------------------------------- | ----------------------------------- | ----------------------------------- | ----------------------------------- | ----------------------------------- | ----------------------------------- |
| TQ1                                 |                                     | Yeh Mix                             | 0                                   | 3                                   | 3                                   | 19                                  | 22                                  | 18                                  | 40                                  |
| TQ1                                 | Holandia                            | White House                         | 0                                   | 69                                  | 69                                  | 51                                  | 120                                 | 42                                  | 162                                 |
| TQ2                                 | Stany Zjednoczone                   | Gordon                              | 0                                   | 20                                  | 20                                  | 32                                  | 52                                  | 63                                  | 115                                 |
| TQ2                                 | Polska                              | Polish Students                     | 0                                   | 69                                  | 69                                  | 16                                  | 85                                  | 20                                  | 105                                 |
| TQ3                                 |                                     | P D Times                           | 0                                   | 40                                  | 40                                  | 20                                  | 60                                  | 73                                  | 153                                 |
| TQ3                                 | Indonezja                           | Indonesia Open                      | 0                                   | 42                                  | 42                                  | 41                                  | 83                                  | 2                                   | 85                                  |
| TQ4                                 | Stany Zjednoczone                   | Fleisher                            | 0                                   | 17                                  | 17                                  | 8                                   | 25                                  | 48                                  | 73                                  |
| TQ4                                 |                                     | SAIC VW                             | 0                                   | 57                                  | 57                                  | 71                                  | 128                                 | 52                                  | 180                                 |

### Półfinały
| Transnational. Mecze półfinałowe | Transnational. Mecze półfinałowe | Transnational. Mecze półfinałowe | Transnational. Mecze półfinałowe | Transnational. Mecze półfinałowe | Transnational. Mecze półfinałowe | Transnational. Mecze półfinałowe | Transnational. Mecze półfinałowe | Transnational. Mecze półfinałowe | Transnational. Mecze półfinałowe |
| Nr                               | F                                | Zespół                           | P                                | 28 września (sobota)             | 28 września (sobota)             | 28 września (sobota)             | 28 września (sobota)             | 28 września (sobota)             | 28 września (sobota)             |
| Nr                               | F                                | Zespół                           | P                                | 5:00                             | 5:00                             | 8:30                             | 8:30                             | 11:20                            | 11:20                            |
| Nr                               | F                                | Zespół                           | P                                | S1                               | Σ                                | S2                               | Σ                                | S3                               | Σ                                |
| -------------------------------- | -------------------------------- | -------------------------------- | -------------------------------- | -------------------------------- | -------------------------------- | -------------------------------- | -------------------------------- | -------------------------------- | -------------------------------- |
| TS1                              | Holandia                         | White House                      | 0                                | 24                               | 24                               | 5                                | 29                               | 35                               | 64                               |
| TS1                              | Stany Zjednoczone                | Gordon                           | 0                                | 45                               | 45                               | 28                               | 73                               | 36                               | 109                              |
| TS2                              |                                  | P D Times                        | 0                                | 20                               | 20                               | 14                               | 34                               | 34                               | 68                               |
| TS2                              |                                  | SAIC VW                          | 0                                | 19                               | 19                               | 4                                | 23                               | 48                               | 71                               |

### Finał i mecz o 3. miejsce
| TR | Holandia | White House | 0 | 17 | 17 | 38 | 55 |
| TR |          | P D Times   | 0 | 25 | 25 | 26 | 51 |

| Transnational. Mecze finałowy | Transnational. Mecze finałowy | Transnational. Mecze finałowy | Transnational. Mecze finałowy | Transnational. Mecze finałowy | Transnational. Mecze finałowy | Transnational. Mecze finałowy | Transnational. Mecze finałowy | Transnational. Mecze finałowy | Transnational. Mecze finałowy |
| Nr                            | F                             | Zespół                        | P                             | 29 września (niedziela)       | 29 września (niedziela)       | 29 września (niedziela)       | 29 września (niedziela)       | 29 września (niedziela)       | 29 września (niedziela)       |
| Nr                            | F                             | Zespół                        | P                             | 5:00                          | 5:00                          | 8:00                          | 8:00                          | 11:20                         | 11:20                         |
| Nr                            | F                             | Zespół                        | P                             | F1                            | Σ                             | F2                            | Σ                             | F3                            | Σ                             |
| ----------------------------- | ----------------------------- | ----------------------------- | ----------------------------- | ----------------------------- | ----------------------------- | ----------------------------- | ----------------------------- | ----------------------------- | ----------------------------- |
| TF                            |                               | SAIC VW                       | 0                             | 45                            | 45                            | 22                            | 67                            | 14                            | 81                            |
| TF                            | Stany Zjednoczone             | Gordon                        | 0                             | 22                            | 22                            | 45                            | 67                            | 25                            | 92                            |

## Wykluczenie pary niemieckiej
W czasie zawodów nabrano podejrzeń a później przy pomocy nagrań potwierdzono, że para niemiecka Michael Elinescu oraz Entscho Wladow przekazywała sobie nielegalne informacje w czasie gry.
Rok później, w czasie kongresu WBF w Chinach, drużynie Niemiec odebrano złoty medal w kategorii Seniorów.